# Ole Rømer
- Commons

Ole Christensen Rømer (Aarhus, 25 de setembro de 1644 – Copenhage, 19 de setembro de 1710) foi um astrônomo dinamarquês que, em 1676, demonstrou pela primeira vez que a luz viaja a uma velocidade finita. Rømer também inventou o termômetro moderno que mostra a temperatura entre dois pontos fixos, nomeadamente os pontos em que a água respectivamente ferve e congela.
Rømer fez sua descoberta sobre a velocidade da luz enquanto trabalhava no Observatório Real de Paris e estudava a lua de Júpiter, Io. Ele estimou que a luz leva cerca de 11 minutos para viajar do Sol à Terra. Usando o conhecimento atual da distância Sol-Terra, isso equivaleria a uma velocidade da luz de aproximadamente 220 000 quilômetros por segundo, comparada ao valor aceito hoje de pouco menos de 300 000 quilômetros por segundo.
Na literatura científica, grafias alternativas como "Roemer", "Römer" ou "Romer" são comuns.

## Biografia

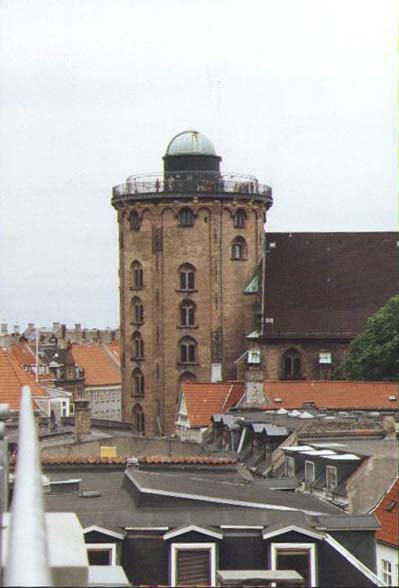
Rundetårn ("torre redonda") em Copenhague, no topo da qual a universidade tinha seu observatório desde meados do século XVII até meados do século XIX, quando foi movido para novas instalações. O observatório atual foi construído no século XX para servir aos amadores.

Rømer nasceu em 25 de setembro de 1644 em Århus, filho do comerciante e capitão Christen Pedersen (falecido em 1663) e Anna Olufsdatter Storm (c. 1610 – 1690), filha de um próspero vereador. Desde 1642, Christen Pedersen passou a usar o nome Rømer, que significa que ele era da ilha dinamarquesa de Rømø, para se distinguir de outras pessoas chamadas Christen Pedersen. Há poucos registros de Ole Rømer antes de 1662, quando se formou na antiga Aarhus Katedralskole (a escola catedral de Aarhus), mudou-se para Copenhague e matriculou-se na Universidade de Copenhague. Seu mentor na universidade foi Erasmus Bartholin, que publicou sua descoberta da refração dupla de um raio de luz pelo espato da Islândia (uma forma transparente do mineral calcita) em 1668, enquanto Rømer morava em sua casa. Rømer teve todas as oportunidades de aprender matemática e astronomia usando as observações astronômicas de Tycho Brahe, já que Bartholin havia recebido a tarefa de prepará-las para publicação.
Rømer foi empregado pelo governo francês: Luís XIV nomeou-o tutor do Delfim de França, e ele também participou da construção das magníficas fontes no Palácio de Versalhes.
Em 1681, Rømer retornou à Dinamarca e foi nomeado professor de astronomia na Universidade de Copenhague, e no mesmo ano casou-se com Anne Marie Bartholin, filha de Erasmus Bartholin. Ele também era ativo como observador, tanto no Observatório da universidade no Rundetårn quanto em sua casa, usando instrumentos aprimorados de sua própria construção. Infelizmente, suas observações não sobreviveram: foram perdidas no grande Incêndio de Copenhague de 1728. No entanto, um ex-assistente (e mais tarde um astrônomo por direito próprio), Peder Horrebow, descreveu e escreveu fielmente sobre as observações de Rømer.
Em sua posição como matemático real, Rømer introduziu o primeiro sistema nacional de pesos e medidas na Dinamarca em 1º de maio de 1683. Inicialmente baseado no pé do Reno, um padrão nacional mais preciso foi adotado em 1698. Medições posteriores dos padrões fabricados para comprimento e volume mostram um grau excelente de precisão. Seu objetivo era alcançar uma definição baseada em constantes astronômicas, usando um pêndulo. Isso aconteceria após sua morte, pois as questões práticas o tornavam muito impreciso na época. Notável também é sua definição da nova milha dinamarquesa de 24 000 pés dinamarqueses (cerca de 7 532 m).
Em 1700, Rømer convenceu o rei a introduzir o calendário gregoriano na Dinamarca-Noruega — algo que Tycho Brahe havia defendido em vão cem anos antes.

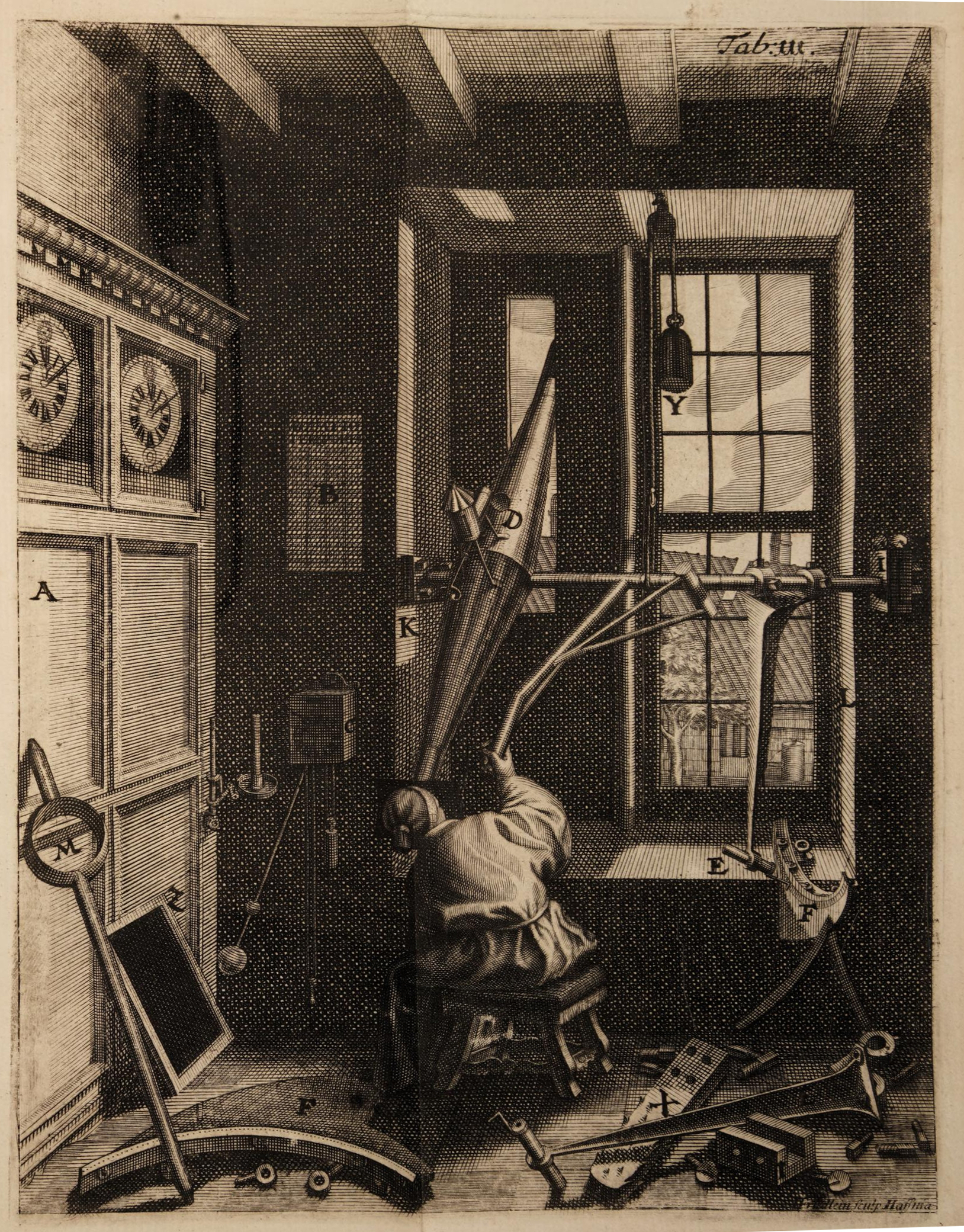
Ole Rømer trabalhando

 Rømer desenvolveu uma escala de temperatura enquanto convalescia de uma perna quebrada. Depois de visitar Rømer em 1708, Daniel Gabriel Fahrenheit começou a fazer seus termômetros usando uma versão modificada da escala Rømer, que eventualmente evoluiu para a escala Fahrenheit ainda popular nos Estados Unidos e em alguns outros países.
Rømer também estabeleceu escolas de navegação em várias cidades dinamarquesas.
Em 1705, Rømer foi nomeado o segundo Chefe de Polícia de Copenhague, posição que manteve até sua morte em 1710. Como um de seus primeiros atos, ele demitiu toda a força policial, convencido de que a moral estava alarmantemente baixa. Ele foi o inventor das primeiras luzes de rua (lâmpadas a óleo) em Copenhague e trabalhou arduamente para tentar controlar os mendigos, pobres, desempregados e prostitutas de Copenhague.
Em Copenhague, Rømer estabeleceu regras para a construção de novas casas, reorganizou o abastecimento de água e esgotos da cidade, garantiu que o corpo de bombeiros da cidade obtivesse equipamentos novos e melhores e foi a força motriz por trás do planejamento e construção de novas pavimentações nas ruas e praças da cidade.
Rømer morreu aos 65 anos em 1710. Foi sepultado na Catedral de Copenhague, que desde então foi reconstruída após sua destruição na Batalha de Copenhague (1807). Há um memorial moderno.

## Rømer e a velocidade da luz
A determinação da longitude é um problema prático significativo em cartografia e navegação. Filipe III de Espanha ofereceu um prêmio por um método para determinar a longitude de um navio fora da vista da terra, e Galileu propôs um método de estabelecer a hora do dia e, portanto, a longitude, com base nos tempos dos eclipses das luas de Júpiter, essencialmente usando o sistema joviano como um relógio cósmico; esse método não foi significativamente melhorado até que relógios mecânicos precisos foram desenvolvidos no século XVIII. Galileu propôs esse método à coroa espanhola (1616–1617), mas provou ser impraticável devido às imprecisões das tabelas de Galileu e à dificuldade de observar os eclipses em um navio. No entanto, com refinamentos, o método poderia funcionar em terra.
Após estudos em Copenhague, Rømer juntou-se a Jean Picard em 1671 para observar cerca de 140 eclipses de Io, uma das luas de Júpiter, na ilha de Ven, no antigo local do observatório de Tycho Brahe, Uranienborg, perto de Copenhague, durante um período de vários meses, enquanto Giovanni Domenico Cassini observava os mesmos eclipses em Paris. Ao comparar os tempos dos eclipses, a diferença de longitude de Paris para Uranienborg foi calculada.
Cassini havia observado as luas de Júpiter entre 1666 e 1668 e descobriu discrepâncias em suas medições que, a princípio, atribuiu à luz ter uma velocidade finita. Em 1672, Rømer foi a Paris e continuou observando os satélites de Júpiter como assistente de Cassini. Rømer acrescentou suas próprias observações às de Cassini e observou que os tempos entre os eclipses (particularmente os de Io) ficavam mais curtos à medida que a Terra se aproximava de Júpiter e mais longos à medida que a Terra se afastava. Cassini fez um anúncio à Academia de Ciências em 22 de agosto de 1676:
Esta segunda desigualdade parece ser devida ao fato de que a luz leva algum tempo para nos alcançar a partir do satélite; a luz parece levar cerca de dez a onze minutos [para atravessar] uma distância igual à metade do diâmetro da órbita terrestre.

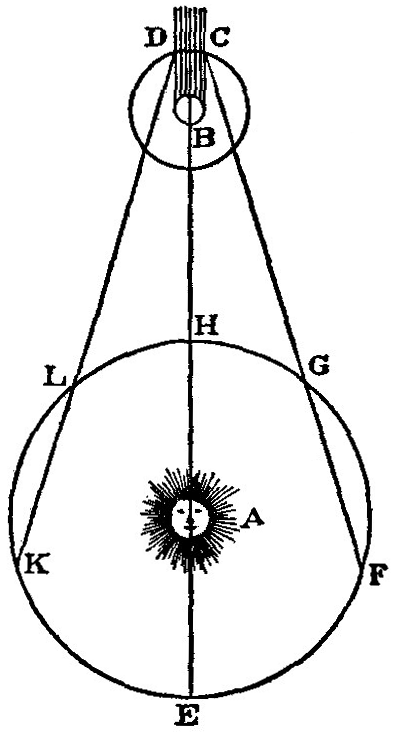
Ilustração do artigo de 1676 sobre a medição da velocidade da luz por Rømer. Rømer comparou a duração das órbitas de Io enquanto a Terra se movia em direção a Júpiter (F para G) e enquanto a Terra se afastava de Júpiter (L para K).

 Curiosamente, Cassini parece ter abandonado esse raciocínio, que Rømer adotou e se propôs a reforçar de maneira irrefutável, usando um número selecionado de observações realizadas por Picard e por ele entre 1671 e 1677. Rømer apresentou seus resultados à Academia Francesa de Ciências, e eles foram resumidos logo depois por um repórter anônimo em um pequeno artigo, Démonstration touchant le mouvement de la lumière trouvé par M. Roemer de l'Académie des sciences, publicado em 7 de dezembro de 1676 no Journal des sçavans. Infelizmente, o repórter, possivelmente para esconder sua falta de compreensão, recorreu a frases enigmáticas, obscurecendo o raciocínio de Rømer no processo. O próprio Rømer nunca publicou seus resultados.
O raciocínio de Rømer foi o seguinte. Referindo-se à ilustração, suponha que a Terra esteja no ponto L e Io emerge da sombra de Júpiter no ponto D. Após várias órbitas de Io, a 42,5 horas por órbita, a Terra está no ponto K. Se a luz não se propaga instantaneamente, o tempo adicional que leva para alcançar K, que ele calculou em cerca de 3½ minutos, explicaria o atraso observado. Rømer observou imersões no ponto C a partir das posições F e G, para evitar confusão com eclipses (Io sombreada por Júpiter de C a D) e ocultações (Io escondida atrás de Júpiter em vários ângulos). Na tabela abaixo, suas observações em 1676, incluindo a de 7 de agosto, considerada no ponto de oposição H, e a observada no Observatório de Paris com 10 minutos de atraso, em 9 de novembro.
| Mês                | Dia                | Hora               | Maré | Órbitas | Média (horas) |
| ------------------ | ------------------ | ------------------ | ---- | ------- | ------------- |
| Maio               | 12                 | 2:49:42            | C    |         |               |
| 2 837 189 segundos | 2 837 189 segundos | 2 837 189 segundos |      | 18      | 41,48         |
| Junho              | 13                 | 22:56:11           | C    |         |               |
| 4 748 019 segundos | 4 748 019 segundos | 4 748 019 segundos |      | 31      | 42,54         |
| Agosto             | 7                  | 21:49:50           | D    |         |               |
| 611 765 segundos   | 611 765 segundos   | 611 765 segundos   |      | 4       | 42,48         |
| Agosto             | 14                 | 23:45:55           | D    |         |               |
| 764 718 segundos   | 764 718 segundos   | 764 718 segundos   |      | 5       | 42,48         |
| Agosto             | 23                 | 20:11:13           | D    |         |               |
| 6 729 872 segundos | 6 729 872 segundos | 6 729 872 segundos |      | 44      | 42,49         |
| Novembro           | 9                  | 17:35:45           | D    |         |               |

Por tentativa e erro, durante oito anos de observações, Rømer descobriu como levar em conta a retardação da luz ao calcular a efeméride de Io. Ele calculou o atraso como uma proporção do ângulo correspondente a uma determinada posição da Terra em relação a Júpiter, Δt = 22·(α⁄180°)[minutos]. Quando o ângulo α é 180°, o atraso torna-se 22 minutos, o que pode ser interpretado como o tempo necessário para a luz cruzar uma distância igual ao diâmetro da órbita da Terra, de H a E. (Na verdade, Júpiter não é visível do ponto de conjunção E.) Essa interpretação torna possível calcular o resultado estrito das observações de Rømer: a razão da velocidade da luz para a velocidade com que a Terra orbita o Sol, que é a razão da duração de um ano dividido por pi em comparação aos 22 minutos:
365·24·60⁄π·22 ≈ 7600.
Em comparação, o valor moderno é cerca de 299 792 km s−1⁄29,8 km s−1 ≈ 10 100.
Rømer não calculou essa razão, nem deu um valor para a velocidade da luz. No entanto, muitos outros calcularam uma velocidade a partir de seus dados, sendo o primeiro Christiaan Huygens; após corresponder-se com Rømer e obter mais dados, Huygens deduziu que a luz viajava a 16+2⁄3 diâmetros terrestres por segundo, que é aproximadamente 212 000 km/s.
A visão de Rømer de que a velocidade da luz era finita não foi totalmente aceita até que medições da chamada aberração da luz foram feitas por James Bradley em 1727.
Em 1809, novamente usando observações de Io, mas desta vez com o benefício de mais de um século de observações cada vez mais precisas, o astrônomo Jean Baptiste Joseph Delambre relatou o tempo que a luz leva para viajar do Sol à Terra como 8 minutos e 12 segundos. Dependendo do valor assumido para a unidade astronômica, isso resulta em uma velocidade da luz um pouco superior a 300 000 quilômetros por segundo. O valor moderno é de 8 minutos e 19 segundos, e uma velocidade de 299 792,458 km/s.
Uma placa no Observatório de Paris, onde o astrônomo dinamarquês trabalhava, comemora o que foi, de fato, a primeira medida de uma quantidade universal feita neste planeta.

## Invenções
Além de inventar as primeiras luzes de rua em Copenhague, Rømer também inventou o círculo meridiano, o altazimute, e o instrumento de passagem (também conhecido como instrumento de trânsito, um tipo de círculo meridiano cujo eixo horizontal não está fixado na direção leste-oeste).

## Medalha Ole Rømer
A Medalha Ole Rømer [da] é concedida anualmente pelo Conselho Dinamarquês de Pesquisa em Ciências Naturais por pesquisas excepcionais.

## O Museu Ole Rømer
O Museu Ole Rømer está localizado no município de Høje-Taastrup, Dinamarca, no local escavado do observatório de Rømer em Vridsløsemagle. O observatório foi inaugurado em 1704 e funcionou até cerca de 1716, quando os instrumentos remanescentes foram transferidos para o Rundetårn em Copenhague. Há uma grande coleção de instrumentos astronômicos antigos e mais recentes em exibição no museu. O museu foi inaugurado em 1979 e, desde 2002, faz parte do museu Kroppedal no mesmo local.

## Homenagens
Na Dinamarca, Ole Rømer foi homenageado de várias maneiras ao longo dos anos. Ele foi retratado em notas bancárias, o nome de um cemitério foi dado em sua homenagem (Ole Rømers Høj), assim como ruas em Aarhus e Copenhague (Ole Rømers Gade e Rømersgade, respectivamente). O observatório astronômico da Universidade de Aarhus foi nomeado Observatório Ole Rømer em sua homenagem, e um projeto de satélite dinamarquês para medir a idade, temperatura, condições físicas e químicas de estrelas selecionadas foi nomeado Rømer-satellitten [da]. O projeto do satélite foi interrompido em 2002 e nunca foi colocado em órbita.
A cratera Römer na Lua foi nomeada em sua homenagem.

### Na cultura popular
Na década de 1960, o super-herói dos quadrinhos The Flash em várias ocasiões mediria sua velocidade em "Roemers"  [sic], em homenagem à "descoberta" de Ole Rømer da velocidade da luz.
No romance de Larry Niven de 1999, Rainbow Mars, Ole Rømer é mencionado como tendo observado vida marciana em uma linha do tempo de história alternativa.
Ole Rømer aparece no jogo de 2012 Empire: Total War como um cavalheiro sob o comando da Dinamarca.
Em 7 de dezembro de 2016, um Google Doodle foi dedicado a Rømer.